# Narspi
Narspi (in ciuvascio Нарспи) è un poemetto in quartine, in quattordici parti, scritto da Konstantin Vasil'evič Ivanov negli anni 1907-1908. Pubblicato per la prima volta nel 1908, è stato tradotto in numerose lingue.  Parla dell'infelice amore tra Narspi e Setner, ostacolato dalla rigida mentalità dell'epoca. È uno spaccato della dura realtà rurale della Russia Zarista.

## Protagonisti
- Narspi
- Setner - giovane amato da Narspi
- Tahtaman - marito di Narspi
- Miheter - padre di Narspi